# Estadio La Tablada
El Estadio La Tablada, es un estadio de fútbol ubicado en San Salvador de Jujuy, Provincia de Jujuy, Argentina, que pertenece a la Liga Jujeña de Fútbol. El recinto posee una capacidad de 4000 espectadores y es utilizado por varios clubes afiliados a la liga propietaria que lo utilizan para sus partidos oficiales en la mencionada liga o en el Torneo Regional Federal Amateur del Consejo Federal del Fútbol Argentino.

## Historia reciente
En julio de 2017 se inauguró un nuevo sistema de iluminación artificial, así como también la nueva vivienda del encargado del estadio y reformas en los bancos de suplentes, los vestuarios, las boleterías, el acceso principal al estadio y la refacción del alambrado lateral de la platea. El acto de inauguración contó con la presencia del Gobernador de Jujuy, Gerardo Morales, el presidente de la Liga Jujeña, Washington Cruz, y mandatarios de distintos clubes de la liga. Durante el encuentro, se jugó el partido entre El Cruce y Los Perales correspondiente por la fecha 12 del Campeonato de Fútbol Femenino de la Liga Jujeña de ese año.
En los últimos años, el estadio sufrió el deterioro de su infraestructura debido a la falta de mantenimiento. En la madrugada del 14 de febrero de 2022 uno de los muros perimetrales del estadio se derrumbó sobre la calle Juan Carrizo afectando una dimensión de unos 60 metros aproximadamente. No hubo heridos. También se llegó a reportar que una de las tribunas se encuentra clausurada por el desmoronamiento del vestuario que se encuentra en su interior.
En junio de 2022, se presentó un proyecto para cambiarle el nombre al estadio por el de José Daniel Valencia, futbolista oriundo de San Salvador de Jujuy, que fue campeón del mundo con la Selección de fútbol de Argentina en la Copa Mundial de Fútbol de 1978. La idea del cambio de nombre del estadio fue presentada por el concejal Mario Lobo, también exfutbolista, al Concejo Deliberante de San Salvador de Jujuy y fue propuesta originalmente por Hugo Cid Conde en 2015 pero no se concretó. Desde el 15 de diciembre de 2022, dentro del recinto se encuentra una estatua dedicada al mencionado futbolista jujeño.